# Edgar Fournier
Pour les articles homonymes, voir Fournier.
Edgar E. Fournier (1908-1994) était un enseignant et un homme politique canadien du Nouveau-Brunswick.

## Biographie
Edgar E. Fournier est né le 1er juin 1908 à Saint-Basile au Nouveau-Brunswick.
Il se lance en politique en 1952 lorsqu'il est élu député provincial du Comté de Madawaska à l'Assemblée législative du Nouveau-Brunswick du 22 septembre 1952 au 26 juin 1960. Il est ensuite élu député fédéral progressiste-conservateur de la circonscription de Restigouche—Madawaska le 29 mai 1961, après la démission de Joseph Charles Van Horne, mais il est battu aux élections de 1962.
Il est par la suite nommé sénateur le 24 septembre 1962 sur avis de John George Diefenbaker et le restera jusqu'au 11 février 1983, soit plus de vingt ans.
Edgar Fournier est mort le 29 avril 1994.